# Veritat a mitges (pel·lícula del 1932)
Veritat a mitges (The Half Naked Truth en el seu títol original en anglès als Estats Units) és una pel·lícula de l'any 1932 dirigida per Gregory La Cava i protagonitzada per Lee Tracy i Lupe Vélez, la qual fou emesa a TV3 per primera vegada el 10 d'abril del 2001.

## Argument
La fira ambulant del coronel Munday (Robert McKenzie) passa una mala ratxa. Per a fer més calaix, un dels empleats, el murri Jimmy Bates (Lee Tracy), fa córrer la brama que Teresita (Lupe Vélez), ballarina exòtica a la fira, és filla natural d'un dels més respectables ciutadans de la població on ara actuen. En descobrir-se l'engany, Jimmy, Teresita i un amic han de fugir a Nova York. No tenen diners, però s'allotgen a un hotel de luxe. Llavors, Jimmy pensa en un pla de subsistència, organitzant una roda de premsa en la qual presenta en societat una princesa turca fugitiva d'un harem (en realitat, Teresita) i el seu eunuc Achilles (Eugene Pallette).

## Context històric i artístic
Veritat a mitges és el cinquè film sonor de Gregory La Cava: una de les millors i més divertides comèdies de Hollywood dels anys trenta del segle xx. En mans de La Cava, els actors participants es mouen espontanis i flexibles, recolzant-se en cadascuna de les seqüències sobre diàlegs sobreeixits d'espurna, comicitat i enginy. Parodiant el món de l'espectacle, les fal·làcies publicitàries, la ridícula divinitat dels famosos i la dubtosa moral de l'èxit fàcil i immediat, la sàtira esdevé cínica i ferotge. El funcional cineasta, tanmateix autor d'altres sensacionals comèdies, demostra tindre bon estil i molts recursos: hi aplica agilitat narrativa i planificació nerviosa, pròpia dels millors cartoons de l'època, animacions a les quals ell mateix va dedicar-se en els seus inicis professionals. Engrescant el disbarat, circulen per pantalla lleons, falses princeses turques, senyores grosses, eunucs desorientats i nudistes amb molta picardia (aquestes darreres encara alienes a la censura del sever Codi Hays, el qual entraria en vigor el 1934). Lee Tracy (el productor Selznick el va demandar per les nombroses absències durant el rodatge) interpreta d'una manera esplèndida el paper de Jimmy Bates, un dels barruts més simpàtics de tota la comèdia estatunidenca, mentre que la molt divertida Shirley Chambers fa de Gladys, la ximpleta simpàtica.
Aquesta pel·lícula de La Cava (per cert, reescrita en paral·lel al rodatge) s'ha de situar a la mateixa alçària que les millors comèdies realitzades aquells anys per cineastes com Howard Hawks, Ernst Lubitsch, George Cukor, Frank Capra i Leo McCarey, tots ells honorables mestres del gènere. A excepció feta d'alguns plans exteriors de l'hotel Beverly Wilshire i de l'estació Grand Central Terminal de Nova York, aquesta joiosa, agosarada i trepidant pel·lícula fou íntegrament rodada en estudi. El famós músic Max Steiner, en una de les seues rares aparicions en pantalla, interpreta el director d'orquestra.

## Frases cèlebres
| « | "Tranquil·la princesa, la gran ciutat també està plena d'innocents i de gent crèdula." (Lee Tracy / Jimmy Bates) | » |

| « | Jimmy Bates: "Vols pujar a l'escenari, oi?" Gladys: "No sé si sí o si no." Jimmy Bates: "Has vist mai el teu nom a la cartellera?" Gladys: "Què és una cartellera?" | » |

## Curiositats
- A causa de les reiterades absències de Lee Tracy durant el rodatge, RKO Pictures li va retindre 3.500 dòlars del seu salari i, a més, el va demandar per uns altres 10.000 a compte dels perjudicis ocasionats.[4]

## Errades del film
- Segons els títols de crèdit, el personatge que interpreta Shirley Chambers al film es diu Gladys, però ella mateixa afirma que es diu Ella Beebee i, a més, ningú a la pel·lícula l'anomena Gladys.[5]